# 전략 핵무기

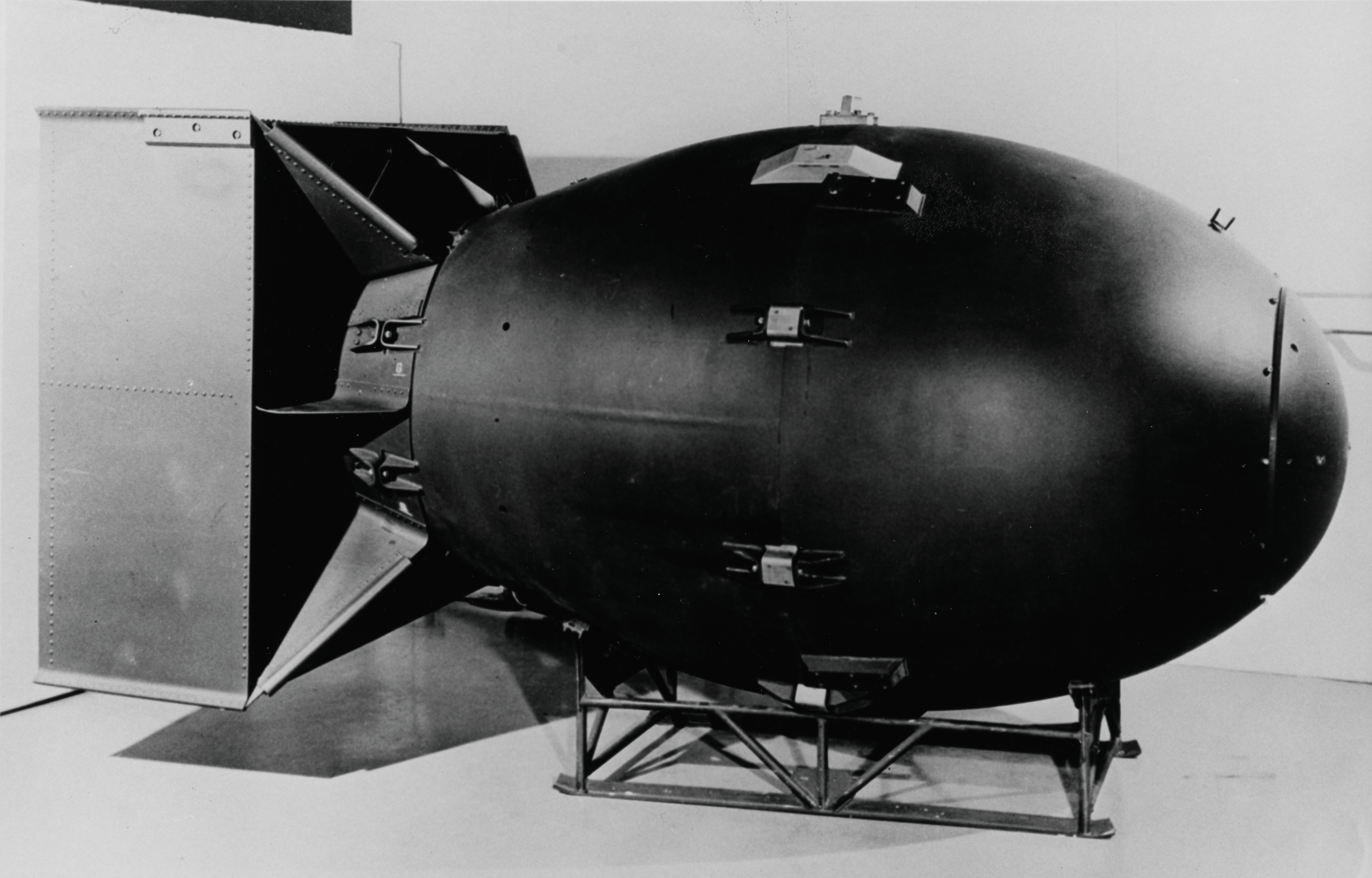

전략핵무기(戰略核武器, 영어: strategic nuclear weapon, SNW)는 일반적으로 적국의 내부의 전략 목표물에 대한 100 kt 이상의 수소폭탄 공격을 가할 능력을 가진 핵무기 체계를 말한다.

## 종류
지상발사 대륙간탄도탄(ICBM), 잠수함발사 탄도미사일(SLBM), 전략폭격기탑재 공중발사 순항미사일(ALCM)이 현대의 대표적 전략핵무기 체제로 ICBM SLBM ALCM을 '전략무기 3원(Triad)'이라 한다.
ICBM은 지상고정(silo) 또는 이동식 기지에서 발사되며, 대부분 로켓엔진 추력과 관성유도비행 방식에 의해 1~10개의 핵탄두를 운반한다. 미국의 미니트맨, 피스키퍼(MX의 정식명칭), 미제트맨과 구소련의 SS-18, SS-19, SS-X-24, SS-X-25가 이에 해당한다.
SLBM의 추력이나 비행 방식은 ICBM과 같으나 수중의 잠수함에서 발사된다는 차이가 있다. 탑재잠수함 자체가 원자력 추진에 의해 장기간 수중항해할 수 있으므로 ICBM에 비해 탐지가 어려우며, 공격지점을 자유롭게 선택하고 회피할 수 있는 이동성, 즉 보유능력이 뛰어나 상대방의 선제공격 의사에 대한 강한 억지력을 갖고 있다. 미국은 폴라리스 → 포세이돈 → 트라이던트 형(型)으로 개량·발전했고, 소련은 SSN-8 → SSN-18 → SSN-X-20 형으로 진전되었다.
ALCM은 전략폭격기·전술항공기에 탑재되어 사정거리까지 접근, 탑재 항공기에서 이탈하여 지상대응 유도장치의 유도에 의해 자체 추력으로 비행하는데, 초저공으로 비행해 재래식 방공망으로는 조기 탐지·파괴가 어렵고, ICBM·SLBM에 비해 근거리에서 발사되므로 명중정밀도(COP)가 대단히 뛰어나다. 통상 순항미사일(Cruise missile, 무인 비행체)이라 불리는데, 사정거리는 2,000∼2,400km가 보통이며, 핵탄두 파괴력은 200kt급이 일반적이다.
스텔스(stealth)화가 이루어진 이후에는 방공체제의 본질적 보완이 요구되었다. ALCM의 운반수단(체)인 전략폭격기·전술항공기들은 통상 전략공군에 속하며 전략정찰기·공중급유기들과 공동으로 작전하는데, 미국의 경우 B-52가 개량·보완되면서 오랫동안 주력을 담당하여 왔으나 B-1을 주축으로 F-111·B-2스텔스기로 대체되었고, 소련의 경우에도 투폴레프(TU)16·22·95 형에서 백파이어나 블랙잭으로 대체되었다. 1940년대 중반 이후 원자폭탄과 B-29를 연결한 미국의 '전면전략'에서 시작된 제1세대 전략무기시대는 불과 40여년이 경과한 1980년에는 제5세대 전략무기시대로 진전되었고, MIRV화, CEP의 향상, 방공망돌파 능력의 비약적 증진, 재공격 시차단축 등 전략목표 공격 능력이 강화되었으며, 특히 비취약성이 큰 진전을 보임으로써 대군사목표 공격능력이 강화되어 핵대응전략(Counterforce strategy)의 실행이 가능하게 되어 핵전 억지능력이 더 한층 안정화되었다.

## 폭발력
국가별로 기준이 다르긴 하지만 파괴력으로 따져 통상 100kt이 넘는 경우를 전략 핵무기, 그보다 미만이면 전술 핵무기(TNW)로 부른다. 전략 핵무기인 100 kt 수소폭탄이 서울에 떨어지면 인구의 절반 정도인 580만명 정도가 사망할 것이라고 분석되고 있다.

## 같이 보기
- 전술 핵무기